# Hervé Deniel
Hervé Marie Deniel (ur. 14 lutego 1899 w Saint-Martin-des-Champs, zm. 11 grudnia 1951 w Paryżu) – francuski zapaśnik walczący w stylu wolnym. Olimpijczyk z Amsterdamu 1928, gdzie zajął ósme miejsce w wadze średniej.
Srebrny medalista mistrzostw Europy w 1933 i brązowy w 1929 roku.

## Letnie Igrzyska Olimpijskie 1928
| Konkurencja      | Rundy eliminacyjne    | Klas. końcowa |
| Konkurencja      | 1/4                   | Miejsce       |
| ---------------- | --------------------- | ------------- |
| 79 kg styl wolny | Vilho Pekkala (FIN) P | 8.            |